# Transport United Football Club
Il Transport United Football Club è una società calcistica di Thimphu. Fu fondata nel 2000 e gioca le sue partite allo Stadio Changlimithang. 
Il club ha conquistato 4 titoli nazionali consecutivi tra il 2004 e il 2007, guadagnandosi così la partecipazione alle prime quattro edizioni della Coppa del Presidente dell'AFC.

Nel 2005 la squadra ha concluso il girone eliminatorio all'ultimo posto, incassando tre sconfitte in altrettanti incontri.

Nel 2006 l'avventura internazionale si è conclusa sempre nella fase a gironi ma il club ha ottenuto la sua prima vittoria battendo per 1-0 la squadra del Pakistan Army FC.

L'anno successivo il Transport United ha raccolto la sua seconda vittoria in campo internazionale battendo nuovamente il Pakistan Army FC, questa volta col punteggio di 3-2. Va però registrata l'umiliante sconfitta subita nel corso della manifestazione ad opera del Regar-TadAZ Tursunzoda che ha inflitto addirittura 13 gol al club campione del Bhutan.

L'edizione 2008 è stata la peggiore in assoluto a livello internazionale: la squadra ha subito tre sconfitte in tre gare, come nel 2005, subendo però sonore goleade da parte di tutti gli avversari. Il Transport United ha infatti incassato 7 reti a testa dal Ratnam SC e dal FC Aşgabat e addirittura 11 dal Kan Baw Za.

## Palmarès

### Competizioni nazionali
- Campionato bhutanese: 7

2004, 2005, 2006, 2007, 2017, 2018, 2019

### Altri piazzamenti
- Campionato bhutanese:

Secondo posto: 2008, 2009, 2010, 2019, 2024
Terzo posto: 2003, 2021, 2023